# Mexacanthus
Mexacanthus, monotipični biljni rod iz porodice primogovki smješten u tribus Justicieae, dio potporodice Acanthoideae. Jedina vrsta je meksički endemski polugrm M. mcvaughii iz država Colima, Jalisco, Michoacan i Nayarit. Opisan je u Systematic Botany 6: 288, f. 1–3. 1981. . 

## Opis
Polugrm Mexacanthus se temelji na uzorcima iz zapadnog središnjeg Meksika i smješten je u Justicieae. Čini se da su njegovi najbliži srodnici Carlowrightia i Anisacanthus. Jedina poznata vrsta, M. mcvaughii, razlikuje se od ovih rodova u nekoliko značajki uključujući bikolporatnu pelud.